# Timmer (räkneord)
Timmer, med äldre stavning även timber, användes förr ibland för att beteckna antalet fyrtio när man räknade hudar eller skinn, någon gång också för torkad fisk. Den allmänt accepterade förklaringen av ordet är att man vid transport bekvämt klämde 40 skinn mellan två bräder ("timmer").
Hudar av större djur räknades aldrig i timmer utan i tiotal – däcker.